# Іллєнко Андрій Юрійович
Андрій Юрійович Іллєнко (24 червня 1987 , Київ ) — український політик, громадський діяч, військовик, народний депутат України VII та VIII скликань, голова міжфракційного об'єднання ВО «Свобода» у ВРУ 8-го скликання, кандидат на посаду мера Києва на виборах 2020 року. Заступник голови ВО «Свобода», член Політвиконкому та Політичної Ради ВО «Свобода».

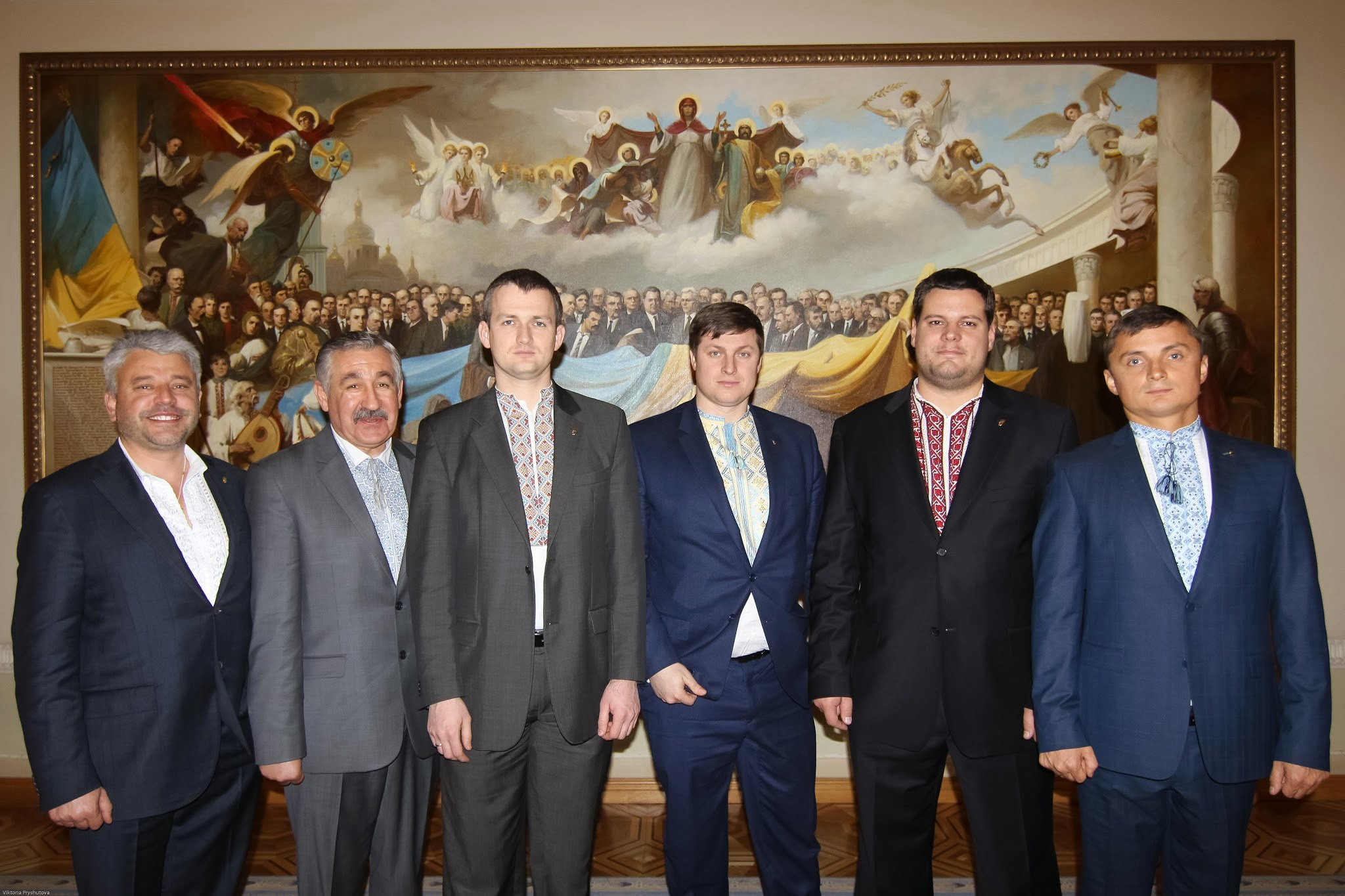
Андрій Іллєнко з депутатами від ВО «Свобода» у Верховній Раді VIII скликання

## Життєпис

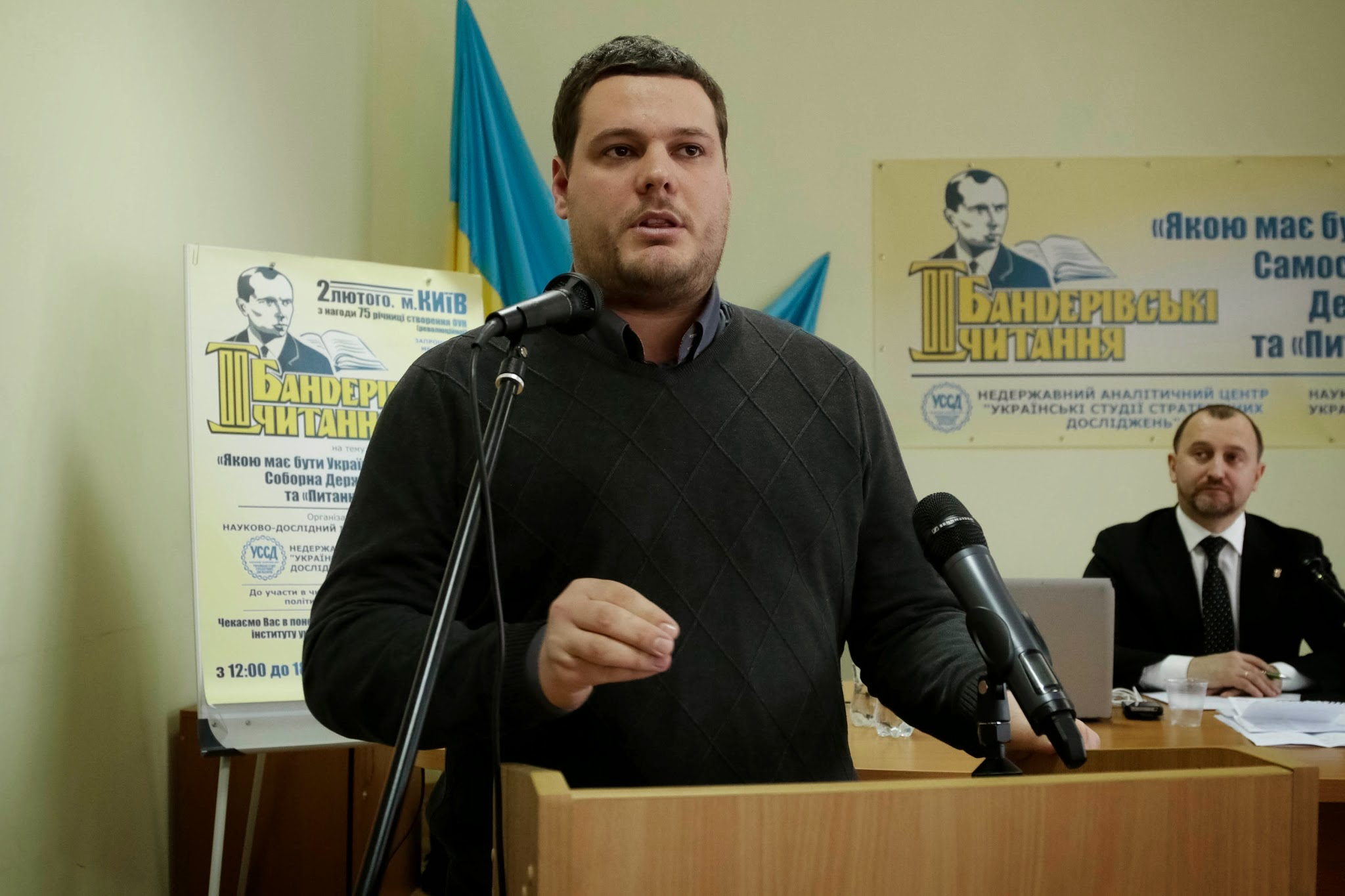
На ІІ Бандерівських читаннях, 2.02.2015

Андрій Іллєнко народився 24 червня 1987 року в Києві, у сім'ї класика українського кіно Юрія Іллєнка та кіноактриси Людмили Єфименко. Він має старшого брата Пилипа.
З 1994 по 2004 рік навчався у гімназії № 48 міста Києва.
У 2004 році вступив на філософський факультет Київського національного університету імені Тараса Шевченка (спеціальність — «Політологія»), який закінчив у 2009 році.
З жовтня 2009 по жовтень 2012 проходив підготовку на аспірантурі кафедри політичних наук Київського національного університету імені Тараса Шевченка.
Андрій Іллєнко одружений з Анастасією Свердел.

### Політична діяльність
З весни 2004 року долучився до ВО «Свобода» (формально став членом партії у 2005 році, з настанням повноліття).

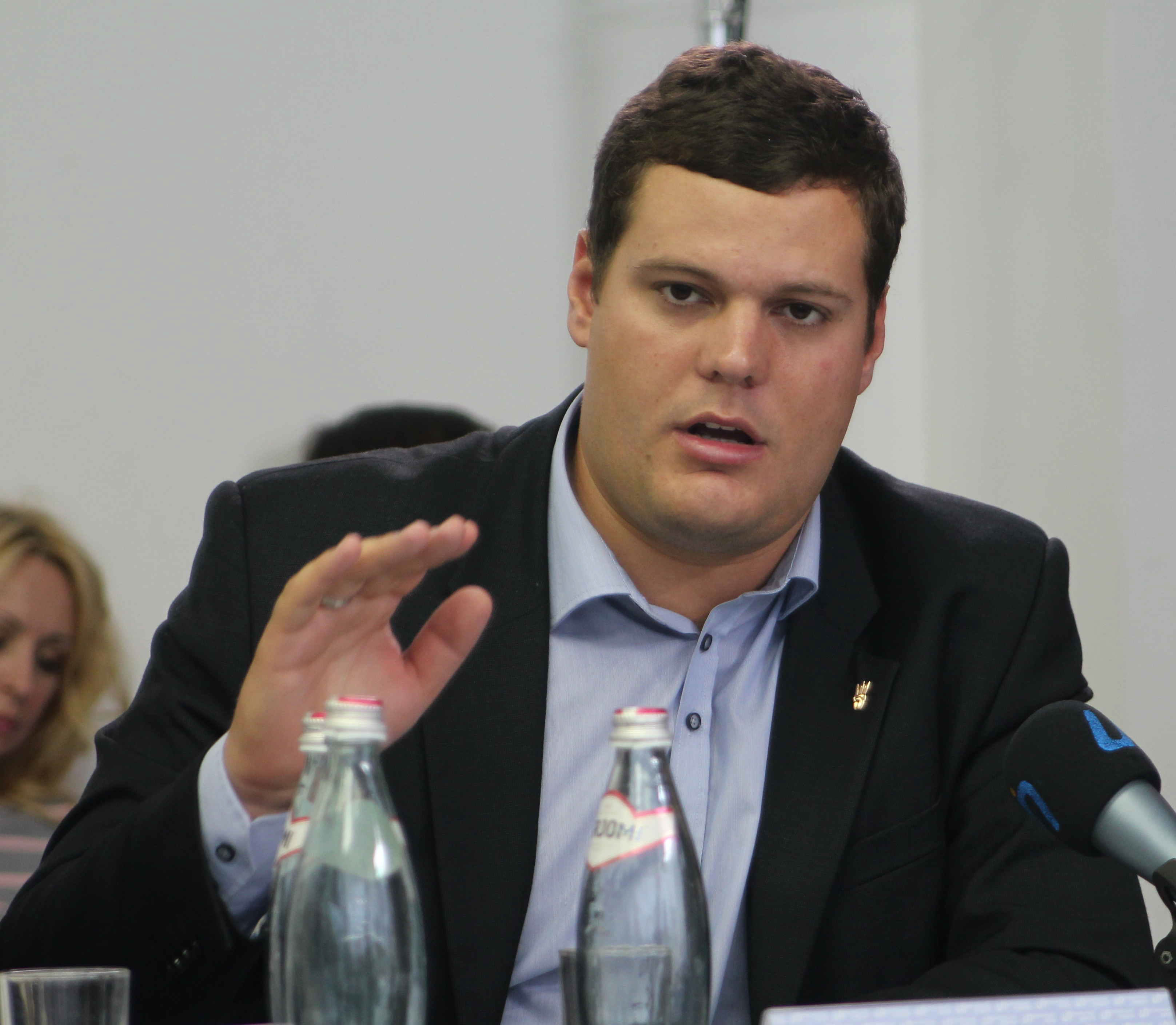
Андрій Іллєнко на засіданні комітету Верховної Ради України. 12 вересня 2012 року

У 2006 — 2010 роках обіймав посаду заступника голови Київської міської організації ВО «Свобода».

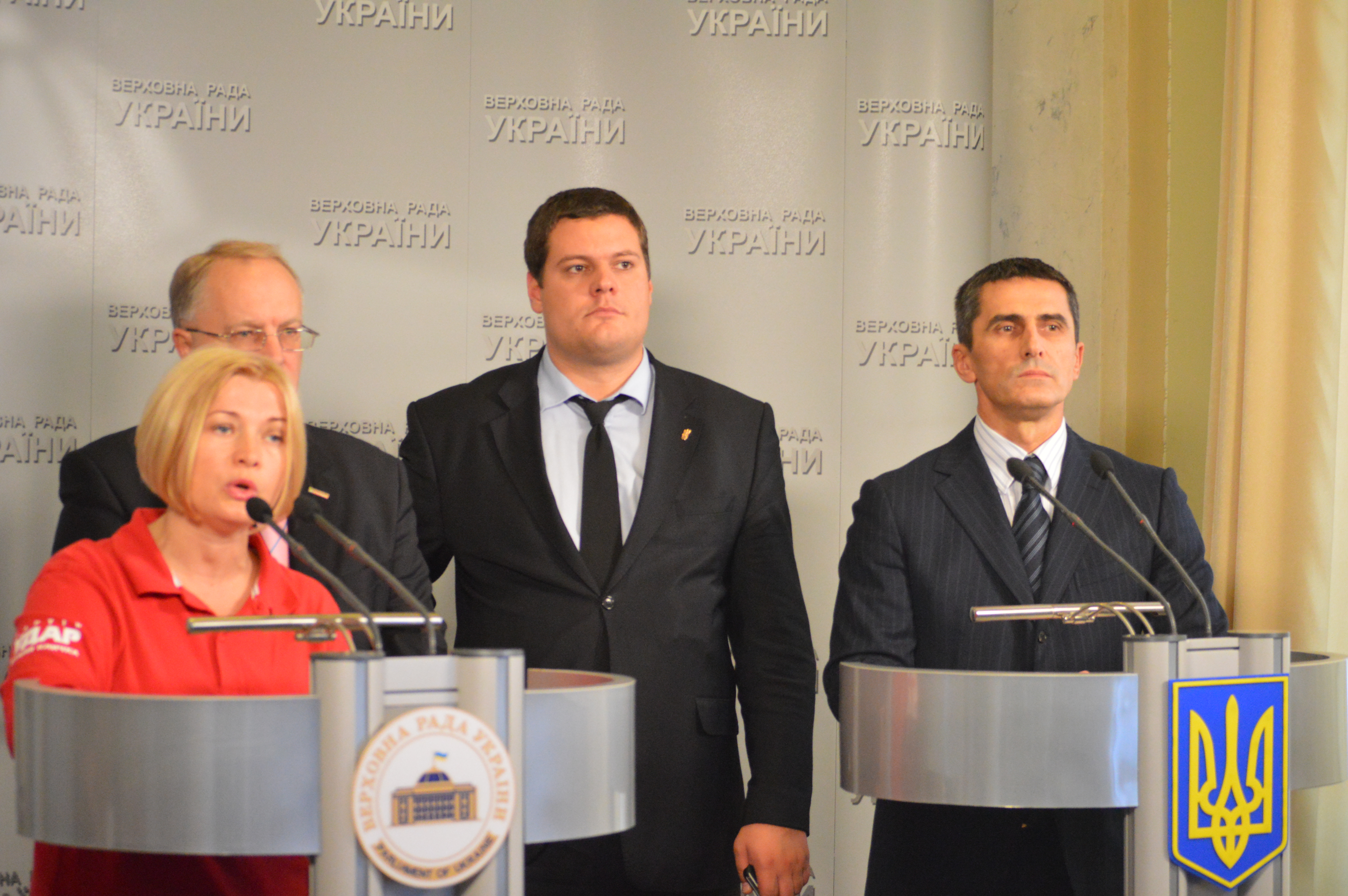
Андрій Іллєнко під час спільної заяви опозиційних депутатів, членів ТСК з розслідування побиття журналістів

На виборах до Київської міської Ради 2008 року був п'ятим номером виборчого списку ВО «Свобода» (партія здобула 2,08 %). На виборах Президента України 2010 року був довіреною особою кандидата на пост Президента України Олега Тягнибока на одному з виборчих округів міста Києва.

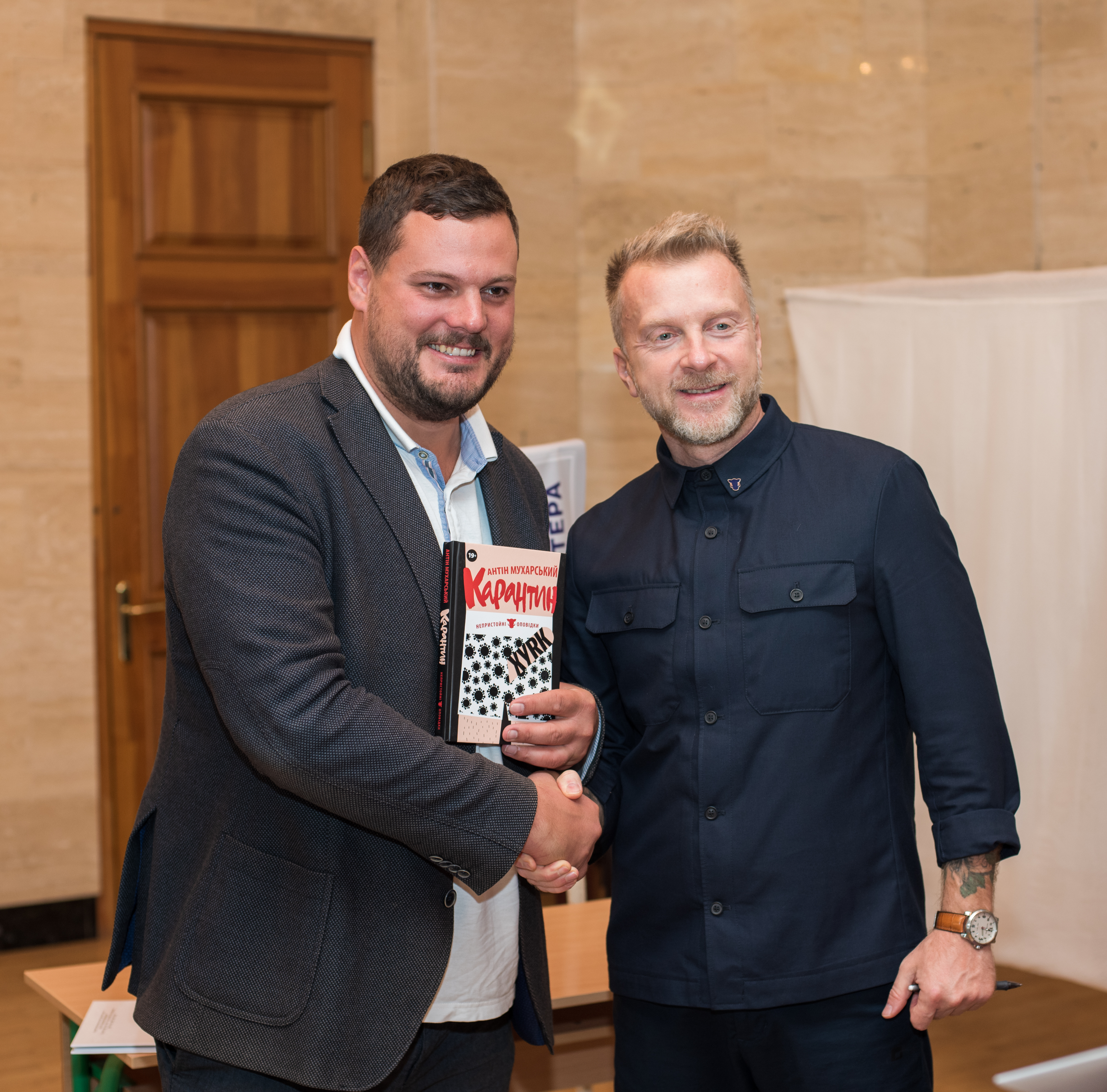
Іллєнко та Антін Мухарський на Черкаському книжовому фестивалі. 2021

На місцевих виборах 2010 року обраний депутатом Київської обласної ради.
З 2 вересня 2010 року до 15 грудня 2014 року очолював Київську міську організацію ВО «Свобода».
У 2012 році обраний наймолодшим депутатом Верховної Ради України 7-го скликання від міста Київ (округ № 215). Був членом Комітету з питань бюджету. Член фракції Всеукраїнського об'єднання «Свобода».[джерело?]
Брав активну участь у подіях Революції Гідності 2013—2014 років.[джерело?]
У 2014 році повторно обраний депутатом Верховної Ради України 8-го скликання від того самого округу. Позафракційний.[джерело?]
З 2018 року ведучий програми «Український контекст» на 4 каналі.
На Парламентських виборах в Україні 2019 намагався переобратися у 215 окрузі, але не переміг, отримав другий результат з 21,06 % (15 290 голосів), поступився кандидату від «Слуги Народу» Богдану Яременку (37,51 %).
Також балотувався на виборах київського міського голови 2020 року, отримав 14 519 голосів (дев'яте місце). Очолюваний Іллєнком список ВО «Свобода» на виборах до Київради отримав 3,14 % (21 754 голосів), і, отже, 5 % бар'єр не подолав.
У 2021 році балотувався на довиборах до Верховної Ради по 197 округу, отримав третій результат, 9,53 %, 3 134 голосів.

### Військова дійльність
5 липня 2022 року Андрій Іллєнко приєднався до 4-ї бригади оперативного призначення Національної Гвардії України, де у званні молодший старший та на посаді начальника секції S1 воює у батальйоні «Свобода», 4-ї бригади оперативного призначення НГУ "Рубіж".
7 жовтня 2022 присвоєно звання лейтенант наказом КНГУ №161 

## Провокації проти Іллєнка
Під час Революції гідності, 3 січня 2014 року ввечері після відвідин ТВМ4 Шевченківського РВ УМВС у Києві десяток невідомих скоїли напад на Іллєнка та його адвоката-свободівця Сидора Кізіна. Їх врятували випадкові перехожі. В Андрія виявили перелам щелепи та струс мозку, у Кізіна було серйозно розсічене обличчя.

## Кримінальне провадження
Увечері 18 березня 2014 року Андрій Іллєнко та нардепи від ВО «Свободи» Ігор Мірошниченко і Богдан Бенюк змусили в.о. президента Національної телекомпанії України Олександра Пантелеймонова (відомий впровадженням цензури під час Євромайдану) написати заяву про відставку. При цьому Мірошниченко дав декілька ляпасів в.о. президента НТКУ. Свободівців обурив той факт, що Перший національний 18 березня 2014 року транслював церемонію підписання договору про так зване «приєднання» Криму до росії.
19 березня Генпрокуратура, після акції під її стінами, яку провели проросійські журналісти та проросійські діячі, порушила проти Андрія Іллєнка, Ігора Мірошниченка та Богдана Бенюка кримінальне провадження за ч. 1 ст. 171 Кримінального кодексу України (навмисне перешкоджання законній професійній діяльності журналістів) та ч. 2 ст. 296 (хуліганство, вчинене групою осіб).